# Стефан (Гордеев)
Епи́скоп Стефа́н (в миру Сергей Иванович Гордеев; 5 июля 1966, Чебоксары) — архиерей Русской православной церкви, епископ Канашский и Беловолжский.
Тезоименитство 9 мая (Святителя Стефана, епископа Великопермского).

## Биография
После окончания средней школы учился в Чебоксарском техническом училище, которое окончил в 1984 году.
В 1984—1987 годах служил в рядах Вооружённых сил.
В 1987—1991 годы обучался в Московской духовной семинарии, в 1991—1995 годы — в Московской духовной академии, которую окончил со степенью кандидата богословия за работу по кафедре гомилетики на тему «Триодь Постная как предмет проповеди». Был оставлен при академии в качестве помощника инспектора академии.
5 апреля 1996 года ректором МДА епископом Верейским Евгением (Решетниковым) пострижен в монашество с именем Стефан, 10 апреля рукоположён во иеродиакона, 19 мая — во иеромонаха.
В сентябре 1996 года назначен проректором Чебоксарского духовного училища.
К празднику Святой Пасхи 1997 года награждён золотым наперсным крестом.
В 2000 году возведён в сан игумена.
В 2004 году награждён палицей, в 2009 году — крестом с украшениями.

### Архиерейство
Решением Священного синода от 5 октября 2011 года избран епископом Алатырским, викарием Чебоксарской епархии.
14 октября 2011 года в Покровско-Татианинском соборе города Чебоксары митрополитом Чебоксарским и Чувашским Варнавой возведён в сан архимандрита.
22 декабря 2011 года в рабочей Патриаршей резиденции в Чистом переулке наречён во епископа Алатырского, викария Чебоксарской епархии.
С 12 по 23 декабря 2011 года слушал двухнедельные курсы повышения квалификации для новоизбранных архиереев Русской Православной Церкви в Общецерковной аспирантуре и докторантуре имени святых равноапостольных Кирилла и Мефодия.
25 декабря 2011 года в храме великомученика Никиты в Старой Басманной слободе в Москве хиротонисан во епископа Алатырского, викария Чебоксарской епархии. Хиротонию совершили: Святейший Патриарх Московский и всея Руси Кирилл, митрополит Крутицкий и Коломенский Ювеналий (Поярков), митрополит Саранский и Мордовский Варсонофий (Судаков), митрополит Чебоксарский и Чувашский Варнава (Кедров), архиепископ Верейский Евгений (Решетников), епископ Улан-Удэнский и Бурятский Савватий (Антонов); епископ Солнечногорский Сергий (Чашин), епископ Краснослободский и Темниковский Климент (Родайкин), епископ Ардатовский и Атяшевский Вениамин (Кириллов).
4 октября 2012 года решением Священного Синода РПЦ назначен епископом Канашским и Янтиковским.
27 мая 2022 года решением Священного Синода РПЦ титул изменён на «Канашский и Беловолжский».